# Mor Kerstin i Stämmemand-Kinna
Kerstin Andersdotter, också känd som Mor Kerstin i Stämmemad-Kinna, född 25 augusti 1774 i Kinna socken, Älvsborgs län, död 29 augusti 1856 i Stämmemad, Kinna socken, Älvsborgs län, var en svensk företagare. Hon tillhörde de främsta inom den så kallade förläggarindustrin inom bomullsvaror i Sverige 1813–1852, under just den tidsperiod som den svenska industriella revolutionen utvecklades ur just förläggarsystemet, då det började tillverka bomullstextilier.

## Biografi
Kerstin Andersdotter var dotter till den förmögne vävnadsförläggaren och bonden Anders Jonsson och penningutlånaren Elin Larsdotter i Kinna, och själv gifte hon in sig i en välbärgad förläggarfamilj genom vigseln med nämndemansonen Erik Andersson (1772–1813), ägare till gården Stämmemad, år 1800.
Mor Kerstin fick fem barn, Sven 1801, Anders 1803 (dog tidigt), Anna 1805, Gundla 1808 och Edla 1811, av vilka hennes son Sven Erikson startade ett mekaniskt bomullsväveri i Rydboholm 1834, och dottern och svärsonen tog över hennes eget företag.

### Verksamhet
Mor Kerstin övertog som änka 1813 den förläggarverksamhet som startats av både hennes och makens familj och drev den vidare. Vid sekelskiftet 1800 ersattes det tidigare samköpssystemet inom den textila hemindustrin, där en företagare köpte upp de produkter kvinnor tillverkade hemma och sedan sålde dem vidare till gårdfarihandlare, av det så kallade förläggarsystemet, där en förläggare tillhandahöll material till hemindustrins tillverkare, som sedan tillverkade de produkter förläggaren åtagit sig att köpa upp. Förläggarna arbetade även de hemifrån och utvecklade sig senare under seklet till storföretagare, då deras förläggarsystem utvecklades till "bondefabriker" och sedan textilindustrier. Mor Kerstin var en av dessa.
Under 1820-talet var Kinnaområdet i Marks härad i Sjuhäradsbygden i Västergötland ett centrum för denna hemindustri, och under 1830-talet konkurrerade ett femtiotal förläggargårdar med tusentals hembaserade vävare anställda, bland vilka Mor Kerstin blev den främsta. Hon uppges ha varit den första där som använde sig av bomullsgarn, den vara som utvecklade den industriella revolutionen i Sverige åren 1820–1850.
1840 var 80 procent av allt bomullstyg som såldes i Sverige från Kinnaområdet. Hon ägnade sig även åt låneverksamhet. Mor Kerstin bedrev sin verksamhet fram till sin död 1852.
År 1842 belönades hon av Karl XIV Johan med en guldmedalj för "husflitens höjande" och sina insatser för ökad tillverkning av bomullsvävnader i Sverige.

## Eftermäle
Mor Kerstin har ett torg och en väg i Kinna uppkallade efter sig. Hennes gård blev en lokal historisk sevärdhet.